# Grumbach (Jöhstadt)
Grumbach ist ein Ortsteil der sächsischen Stadt Jöhstadt im Erzgebirgskreis. Der Ort, zu dem die rund einen Kilometer nordwestlich gelegene Siedlung Neugrumbach gehört, wurde am 1. Juli 1996 eingemeindet.

## Geografie

### Lage
Grumbach liegt etwa 4 Kilometer nördlich von Jöhstadt im Erzgebirge. Die Ortslage erstreckt sich über etwa 1,5 Kilometer in West-Ost-Richtung entlang des Grumbachs, welcher nach Osten zur Preßnitz fließt. In der näheren Umgebung entspringen der Rauschenbach und der durch Mildenau fließende Sandbach, welche ebenfalls in die Preßnitz münden. Die Ansiedlung Neugrumbach liegt etwa 1 Kilometer nordwestlich des Ortskerns.

### Nachbarorte
|             | Mildenau                                    | Arnsfeld     |
| Königswalde | Kompassrose, die auf Nachbargemeinden zeigt | Steinbach    |
|             | Jöhstadt                                    | Schmalzgrube |

## Geschichte

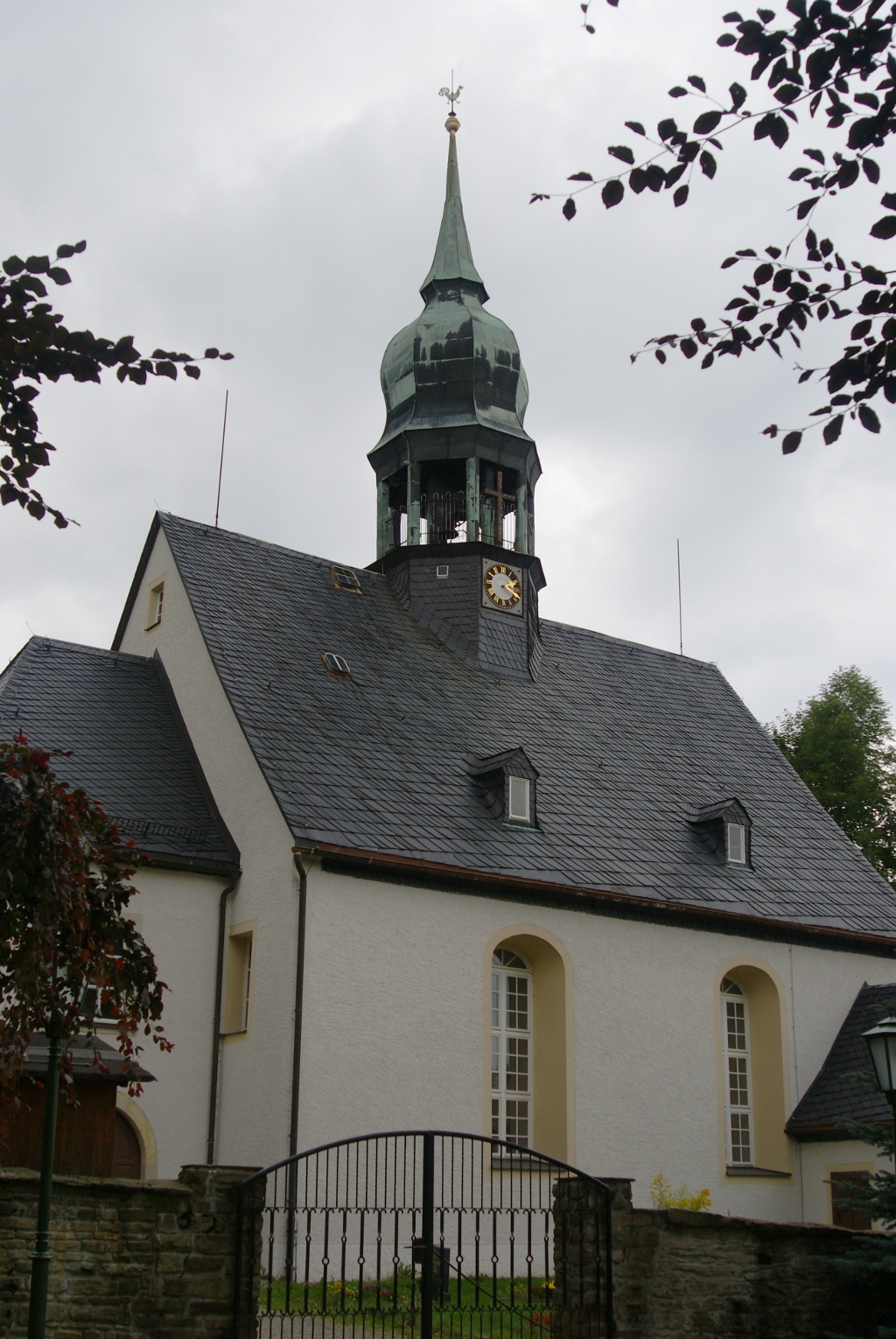
Die Kirche St. Margarethen von Süden gesehen

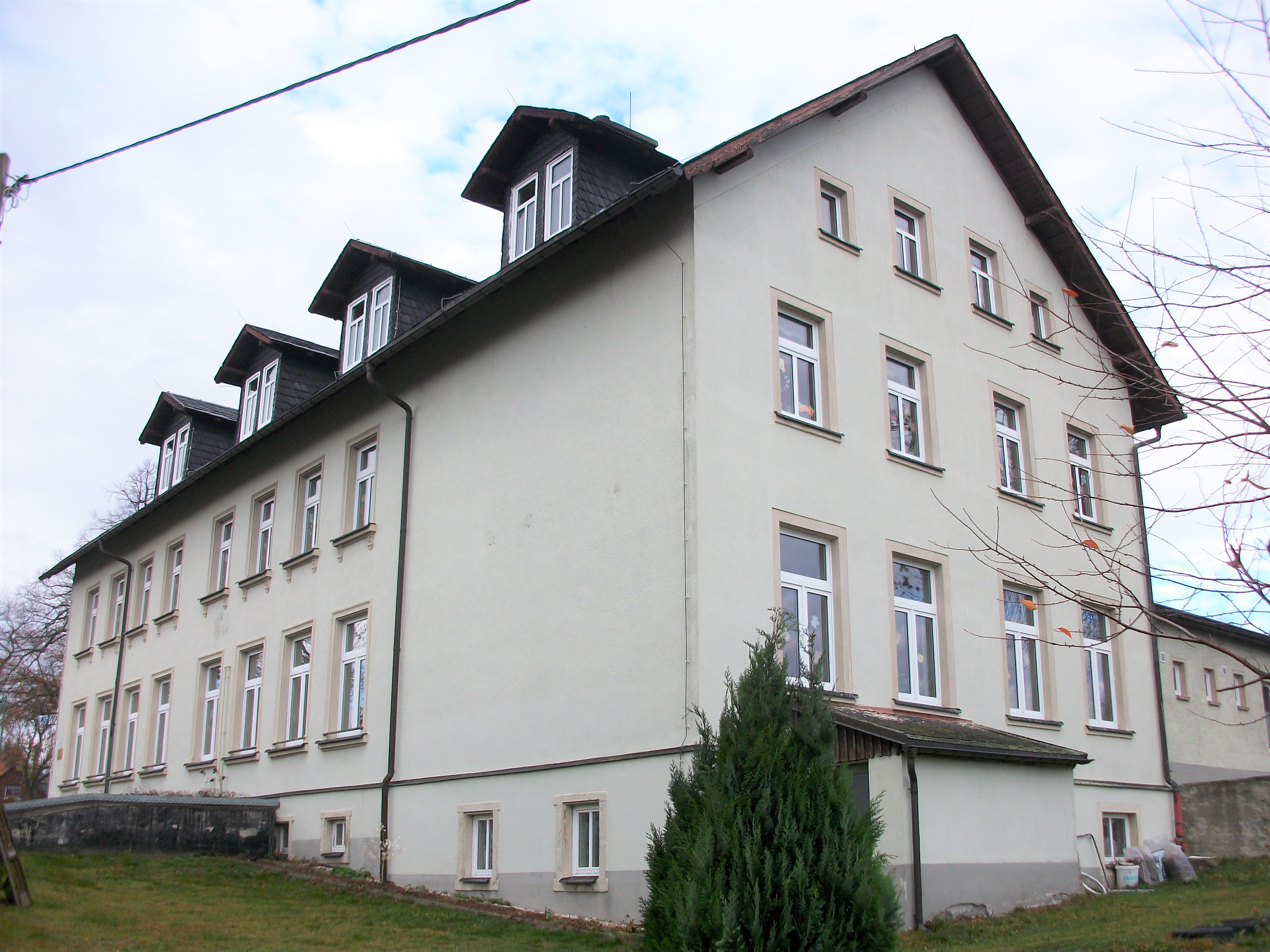
Karl-Friedrich-Klinger-Grundschule Grumbach

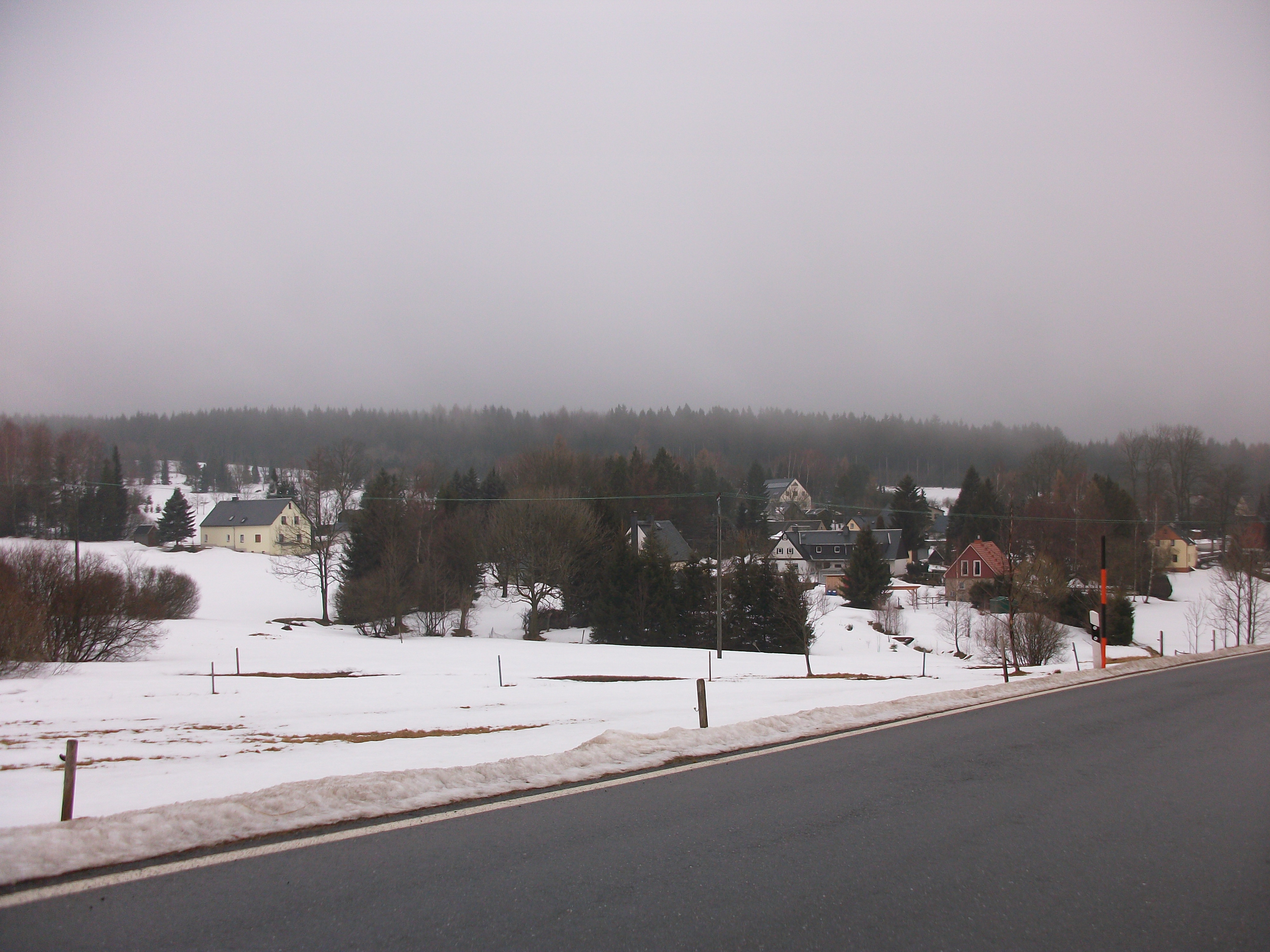
Neugrumbach im Winter (2017)

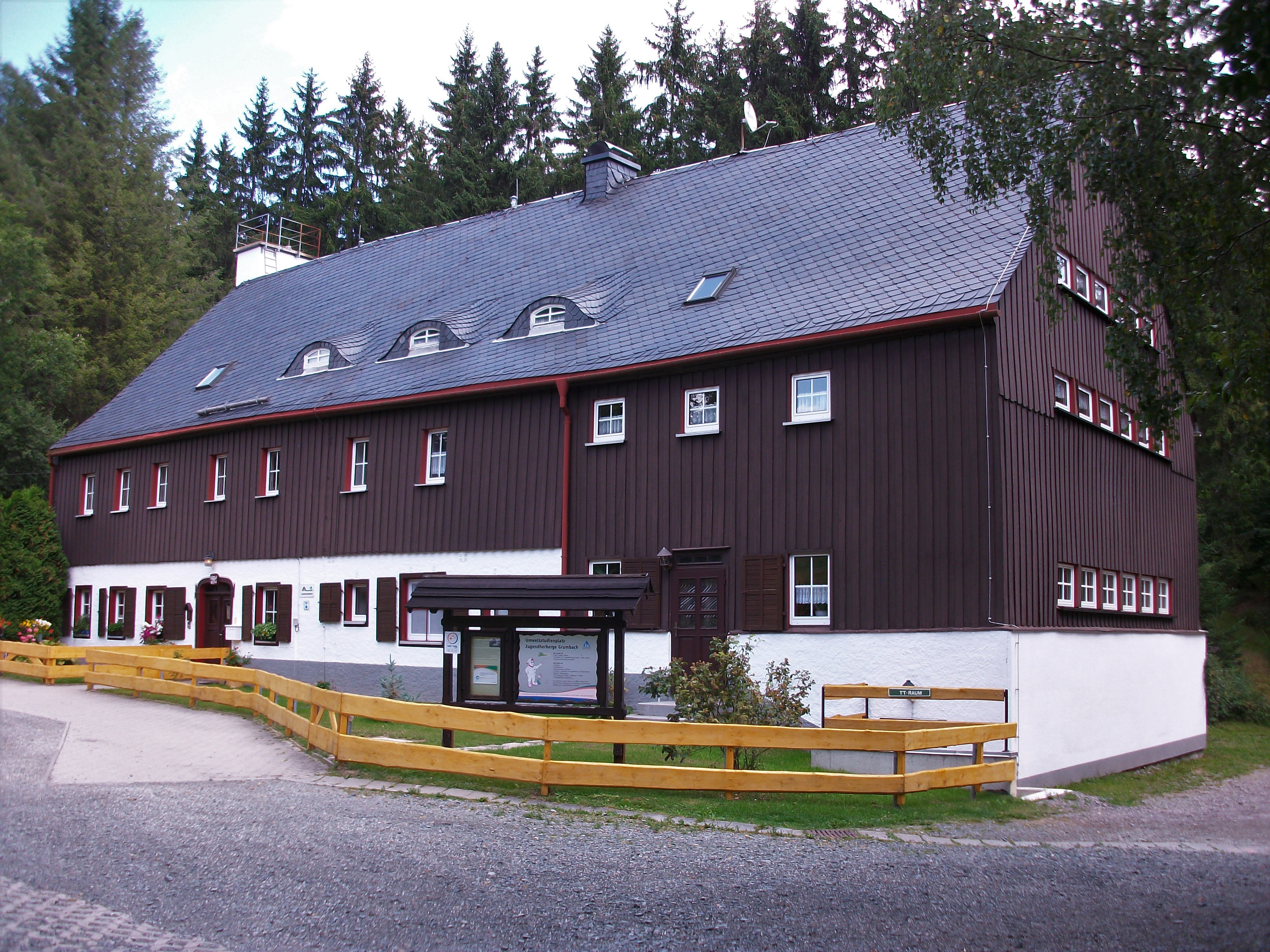
Grumbach, Jugendherberge (Raummühle)

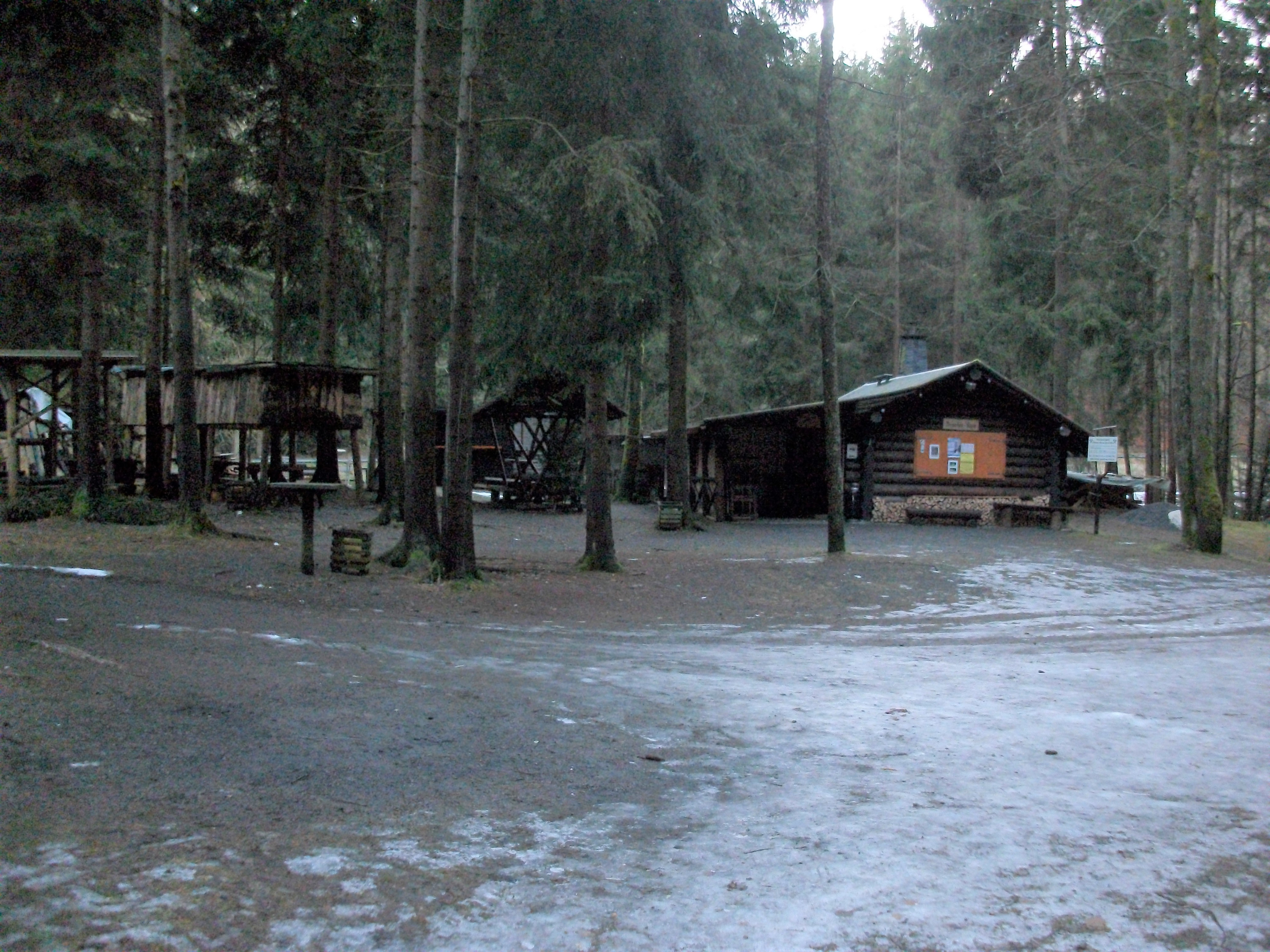
Andreas-Gegentrum-Stolln (2017)

Das Waldhufendorf wird in einer Urkunde, datiert vom 8. April 1386 erstmals als Grunbach erwähnt. Es wird jedoch angenommen, dass die Besiedelung des Ortes mit dem Landesausbau im Erzgebirge von der Mitte des 12. bis Mitte des 13. Jahrhunderts in Verbindung stand. Im Ort existierten nachweislich sieben Mühlen, drei der Gebäude sind bis heute erhalten. Aus der 1821 zwischen Grumbach und Jöhstadt errichteten „Raummühle“ entstand 1935 eine Jugendherberge, die ursprünglich von der westsächsischen Stadt Glauchau betrieben wurde. Noch während der gesamten DDR-Zeit war diese Jugendherberge daher ein beliebtes Ziel Glauchauer Schulklassen bei Ausflügen und Wandertagen.
In Grumbach wurde nachweislich seit dem 15. Jahrhundert Bergbau auf verschiedene Silber- und Eisenerze sowie Arsen- und Schwefelkiese und Kobalt betrieben. Allerdings wurde der Bergbau öfters mangels Ertrag wieder eingestellt. Meist waren nur ein bis vier Personen im Bergbau beschäftigt. Ein Zeuge des Altbergbaus ist das so genannte Zechenhaus (Mühlenweg 12). Die bedeutendste Zeche im Osten des Orts trug den Namen „Römisch Reich“. Sie war zwischen 1523 und 1862 in Betrieb. Im Tal der Preßnitz wurde im Jahr 1748 der „Andreas-Gegentrum-Stolln“ aufgefahren, der seit 1997 als Besucherbergwerk betrieben wird. 1792 erhielt er zur Erzaufbereitung ein eigenes Pochwerk. Zwischen 1749 und 1841 wies die Grube eine Erzausbeute von ca. 140 Kilogramm Silber und einer großen Menge an Kobalt auf.
Ein für Grumbach typisches Gewerbe war die Herstellung von Rechen und Leitern. Zu Beginn des 20. Jahrhunderts wurden in Grumbach jährlich 20.000 Rechen hergestellt, die von Händlern im gesamten Land verkauft wurden. Der letzte Betrieb dieses Gewerbes wurde 1989 geschlossen.
Kirchlich war Grumbach mit Schmalzgrube bis 1843 nach Arnsfeld eingepfarrt. Die Kirche St. Margarethen entstand in ihrer heutigen Form 1680 und ist in ihrem Ursprung vermutlich eine Wehrkirche. Sie gilt als das wahrscheinlich älteste steinerne Gebäude des Ortes. 1843 wurde Grumbach mit Schmalzgrube eine eigene Parochie. Von 1940 bis 2001 unterstand die Kirche wiederum der Kirchgemeinde Jöhstadt. Seit 2001 besteht ein Schwesterkirchverhältnis mit der St.-Salvator-Kirchgemeinde Jöhstadt.
Auf der Flur des ehemaligen Gemeindewaldes rund einen Kilometer nordwestlich von Grumbach in Richtung Mildenau entstand im Jahr 1825 die Siedlung „Neugrumbach“. Bis heute ist für Neugrumbach die mundartliche Bezeichnung „Gemaawald“ gebräuchlich.
Grumbach lag bis 1856 als Amtsdorf im kursächsischen bzw. königlich-sächsischen Amt Wolkenstein. Ab 1856 gehörte der Ort zum Gerichtsamt Jöhstadt und ab 1875 zur Amtshauptmannschaft Annaberg. Durch die zweite Kreisreform in der DDR kam Grumbach im Jahr 1952 zum Kreis Annaberg im Bezirk Chemnitz (1953 in Bezirk Karl-Marx-Stadt umbenannt), der ab 1990 als sächsischer Landkreis Annaberg fortgeführt wurde und 2008 im Erzgebirgskreis aufging. Zum 1. Juli 1996 wurde Grumbach nach Jöhstadt eingemeindet.

### Wappen
Das Ortswappen von Grumbach zeigt im oberen Teil einen in schwarz gekleideten Bergmann auf weißem Grund. Im unteren Teil sind ein grüner, ein weißer und wiederum ein grüner Wellenbalken abgebildet, von denen der oberste Hammer und Schlägel aufweist. Während der obere Teil auf die Bergbaugeschichte des Orts verweist, deutet der untere Teil auf den Namen „Ort am grünen Bach“ hin.

## Entwicklung der Einwohnerzahl
| Jahr    | Einwohnerzahl                            |
| ------- | ---------------------------------------- |
| 1551/53 | 28 besessene Mann, 13 Inwohner, 21 Hufen |
| 1764    | 40 besessene Mann, 35 Häusler, 15¼ Hufen |
| 1834    | 1042                                     |
| 1871    | 1336                                     |

| Jahr | Einwohnerzahl |
| ---- | ------------- |
| 1890 | 1241          |
| 1910 | 1131          |
| 1925 | 1120          |
| 1939 | 1195          |

| Jahr | Einwohnerzahl |
| ---- | ------------- |
| 1946 | 1256          |
| 1950 | 1404          |
| 1964 | 1147          |
| 1990 | 957           |

## Persönlichkeiten

### Söhne und Töchter des Ortes
- Karl Friedrich Wilhelm Heyn (1789–1869), Erbrichter in Grumbach und Großpöhla, Abgeordneter der II. Kammer des Sächsischen Landtags
- Hermann Uhlig (1871–1942), Pädagoge und Heimatforscher
- Karl Bergelt (1902–1966), Marineoffizier

### Persönlichkeiten, die vor Ort gewirkt haben
- Karl Friedrich Klinger, Kantor. Führte von 1849 bis 1871 ein Privatseminar (als Nebenstelle des Annaberger Lehrerseminars). Viele seiner etwa 70 Zöglinge errangen sachsenweit und darüber hinaus als Lehrer Bekanntheit. Seine Grabstätte befindet sich auf dem örtlichen Friedhof. Die Grumbacher Grundschule trägt ihm zu Ehren seinen Namen.
- Max Wenzel (1879–1946), Lehrer und Mundartdichter, arbeitete 1903/04 in Grumbach als Lehrer.
- Ehrenfried Ullmann (* 1932), Generalleutnant der NVA-Luftstreitkräfte, lebte von 1932 bis 1953 in Grumbach.

## Verkehr
Durch Grumbach verläuft die Kreisstraße 7130 Mildenau–Jöhstadt. Über die Kreisstraße 7129 besteht jeweils in Ost und West Anschluss an die Staatsstraße 265 Steinbach–Cunersdorf. Östlich des Ortes im Preßnitztal verläuft die Schmalspurbahn Wolkenstein–Jöhstadt (heute teilweise Museumsbahn). Sie besitzt seit 1998 einen Halt am Andreas-Gegentrum-Stolln.